# ヴィクター型原子力潜水艦
ヴィクター型原子力潜水艦（ヴィクターがたげんしりょくせんすいかん 英語: Victor-class submarine）は、ソビエト/ロシア海軍の攻撃型原子力潜水艦の艦級に対して付与されたNATOコードネーム。ソ連海軍での正式名は671型潜水艦（ロシア語: Подводные лодки проекта 671）、計画名は「ヨールシュ」（露: ≪Ёрш≫）であった。また発展型の671RT型（計画名：スョームガ、≪Сёмга≫）はヴィクターII型、671RTM型（シチューカ、≪Щука≫）はヴィクターIII型のNATOコードネームを付された。公式の艦種類別は、当初は潜水巡洋艦、1977年以降は一等大型原子力潜水艦（Большая подводная лодка, BPL）となった。

## 来歴
ソ連海軍では、初の原潜としてノヴェンバー型を建造した。まずプロトタイプとして627型が建造され、1957年8月9日に進水した。続いて量産型としての627A型が建造され、1962年12月までに12隻が建造された。同型は、理論上は10万海里以上という長大な航続距離を誇っていたものの、信頼性の低さのために、実際には依然として通常動力型潜水艦が艦隊の主力を担っており、キューバ危機の際にも派遣できず、問題になった。また当時、アメリカ海軍では、静粛性に優れた小型原潜として「タリビー」の建造を進めていたことから、これに対抗して、ソ連海軍も、1950年代末期より対潜攻撃原潜の計画をスタートした。
1958年8月28日、ソ連政府は「第2世代原潜」の開発計画をスタートし、同年12月、各種原潜の設計・建造に関する7ヶ年計画（1959年～65年）をまとめた。そして1959年11月3日、同計画に基づき、「魚雷と近代的な水中音響観測システムを備える原潜」として建造が承認されたのが671型である。1960年12月、第143特別設計局は671型の技術設計図を完成し、1961年3月、政府はこれを承認した。これによって建造されたK-38は1967年11月に就役した。
一方、当時のアメリカ海軍は、フォレスタル級や「エンタープライズ」といった水中防御に優れた大型空母の整備を進めるとともに、水上艦や原潜も急速に増強されていた。ソ連海軍では、これに対抗するため、1961年11月より対艦・対潜攻撃原潜の設計に着手した。1964年には671RT型と命名され、1967年6月には基本設計が承認され、1971年から1978年までに7隻が建造された。
この時期、シクヴァル超高速魚雷、グラナト（SS-N-21）巡航ミサイルといった新兵器の開発が進められていた。この新兵器の運用を前提に開発されたのが671RTM型で、1973年11月に技術設計案が承認され、1976年から1992年までに27隻が建造された。

## 設計

### 船体
627型では、アメリカ海軍の「アルバコア」の写真を多少参考にしたとはいえ、基本的には611型（ズールー型）を母体としており、通常動力型の影響を引きずっていた。これに対し、671型では水中航行を最優先に設計された。開発にあたっては、1958年に第34設計局が開発していた667型潜水艦の設計がベースとされており、船体形状としては前部は回転楕円形、後部は円錐形とすることで、涙滴型に近いシルエットとなった。また水中抵抗の低減を意図して、セイルは船体と一体化した設計とされたが、これはソ連攻撃原潜の特徴となった。
本型では1軸推進方式が採用された。これは冗長性の低下を許容してでも水中放射雑音の低減を重視した措置であったが、船体設計上も、主タービンと歯車減速機を同一区画に収められるようになったことから、船体全長を短縮でき、水中抵抗の重要な因子となる表面積も低減され、排水量の増大にもかかわらず627型と同程度となった。アドミラルティ係数は627型の2倍になり、アメリカ海軍のスキップジャック級と同程度となった。
船体構造材にはチタンの採用も検討されたものの、工作技術に不安が残ったことから棄却され、かわって第48中央研究所（後のプロメテイ中央研究所）が開発したAK-29高張力鋼が採用された。これは海上自衛隊のNS80に相当する強度を備えており、潜航深度は400メートルに達した。またアンテナのフェアリングと舵はチタン、セイルはAMg-61アルミニウム合金製となった。
船体表面にはゴム製の水中吸音材を張り、セイルやアンテナ・フェアリングには特種な吸音ペイントを塗るなど、静粛性の向上が図られている。これにより、671型の水中放射雑音レベルは627型より5～10デシベル低下し、スキップジャック級と同程度となった。また671RT型や671RTM型では、更に下記のように水中放射雑音の低減策が施されている。1996年にヘブリディーズ諸島付近を哨戒中だった671RTM型の乗員が急病となったことから、付近で対潜戦演習中だったNATO艦艇に救援を要請した際にも、イギリス海軍では救援要請を受けるまで同艦の存在そのものに気付いておらず、大きな衝撃を受けたとされる。

米ソ潜水艦の水中放射雑音の推移

| 設計                               | 5～200 Hz | 1 kHz  |
| ---------------------------------- | --------- | ------ |
| 671型 (ヴィクターI型)              | 165 dB    | 145 dB |
| 671RT型 (ヴィクターII型)           | 163 dB    | 143 dB |
| 671RTM型 (ヴィクターIII型)         | 152 dB    | 132 dB |
| 671RTM型中期型 (改ヴィクターIII型) | 132 dB    | 112 dB |

### 機関
原子炉は、初期案では1基とされていたが、最終的に並列2基となり、特別機械設計局のアフリカントフ主任設計官が開発したVM-4P型加圧水型原子炉が採用された。627型で搭載されたVM-A型と比して出力は7パーセント増加し、核燃料の寿命は8年に延伸された。なお上記の通り、本型では1軸推進方式が採用されており、OK-300型タービン1基が搭載された。671型1番艦K-38の海上公試では水中速力34.5ノットをマークしたが、これは当時の潜水艦世界記録であった。8番艦以降では歯車減速機の構造が見直されたことで、発生雑音は半減した。また671RT型では、タービンやターボ発電機などを2段サスペンションのプラットフォーム上に架して、発生雑音を更に低減した。推進器は671型では5翼式だったが、水中放射雑音低減のため、671RTM型では4翼の二重反転プロペラが採用された。また671RTM型では、その他にも各種の騒音低減策が施されている。
電源としては、DG-200ディーゼル発電機2基とOK-2型タービン発電機2基を搭載した。電池としては426-II型が112基2群搭載されており、電池1群あたりの出力8,000アンペア時である。なお本型では、電気系統は380ボルト・50ヘルツの三相交流が採用されており、信頼性は大きく向上した。
本型では機関に遠隔操縦装置が大幅に採用され、循環系のパイピングも見直されて短縮され、信頼性も向上した。また操艦も自動化が進められており、OKS統合操縦システムの搭載により、発令所から、注排水・換気・空調・油圧などの各種機器を遠隔操縦できるようになった。また本型では初めて、エアコンや蛍光灯が採用されたが、特に大西洋やインド洋の赤道付近の海水温が高い海域ではエアコンの性能不足のため室温・湿度の上昇が問題になり、K-314ではソナー室で火災が発生する事態となった。このため、セルゲイ・ゴルシコフ司令官は外国製の高性能エアコンの輸入を指令し、以後、ほとんどの原潜や水上戦闘艦は東芝製のエアコンを搭載していた。

## 装備

### C4ISTAR
探信儀はMGK-300「ルビン」が搭載された。艦首に重量20トン、70立方メートルの大型ソナーを装備することから、魚雷発射管はアメリカ海軍のパーミット級と同様に中央部に設置する計画だったが、この配置では11ノット以上で魚雷発射が困難になることが判明し、艦首のソナー上方に変更された。また671RTM型では「スカットKS」に更新されたほか、曳航ソナーを搭載した。これは縦舵のうえに設置された7.8メートル長×2.2メートル径のポッドに収容されている。
671型では魚雷発射指揮装置が搭載され、671RT型ではアッコルド型潜水艦指揮管制装置が追加された。そして671RTM型ではオムニブス型潜水艦情報処理装置に更新された。これは情報の収集・分析から戦術運動、使用兵器の選択、射撃指揮にまで関与する装備であった。
なお671RTM型のうち、1980年代に第194造船所で建造された5隻はツィクロン型衛星航法システムを搭載した。静粛性も更に強化されたことから、特に671RTMK型とも称される。

### 武器システム
魚雷発射管は上2門・下4門の2段に配置されている。またその上には魚雷搭載用ハッチが設けられており、洋上でも魚雷の補給が可能となった。なお本型より、魚雷の自動装填装置が採用されており、キパリス型急速魚雷装填装置が搭載された。そして671RT型では、上記のとおりに攻撃力の強化が図られており、533mm魚雷発射管4門と650mm魚雷発射管2門の構成となった。
533mm魚雷発射管からは53-65K対艦魚雷やSET-65対潜魚雷が運用できた。また671型のうち太平洋艦隊所属の3隻（K-314・454・469）では81Rヴューガ（SS-N-15）対潜ミサイルの運用能力が付与され、671V型と称された。この能力は671RT型・671RTM型でも維持されたほか、上記の通り671RTM型では攻撃力強化のためシクヴァル高速魚雷、更に1984年からはグラナト巡航ミサイルも追加された。しかし1989年の米ロ合意によって核弾頭装備の魚雷・ミサイルを撤去することになり、グラナトとヴューガ、シュクヴァルは撤去され、かわって650mm魚雷発射管を使用する86Rヴェテル（SS-N-16）対潜ミサイルが搭載された。また650mm魚雷発射管からは65-76重対艦魚雷を発射できた。
なお671RTM型では、シレナUME水中工作員輸送艇も搭載されたほか、1975年からはKa-56ヘリコプターの運用能力も付与された。

## 諸元表
|              | 671型 (ヴィクターI型)             | 671RT型 (ヴィクターII型)        | 671RTM型 (ヴィクターIII型)      |
| ------------ | --------------------------------- | ------------------------------- | ------------------------------- |
| 水上排水量   | 3,570トン                         | 4,245トン                       | 4,877トン                       |
| 水中排水量   | 4,570トン                         | 5,670トン                       | 7,889トン                       |
| 全長         | 93.0 m                            | 102 m                           | 107.1 m                         |
| 幅           | 10.6 m                            | 10.6 m                          | 10.8 m                          |
| 吃水         | 7.3 m                             | 7.3 m                           | 7.66 m                          |
| 機関         | VM-4P型加圧水型原子炉×2基         | VM-4P型加圧水型原子炉×2基       | VM-4P型加圧水型原子炉×2基       |
| 機関         | OK-300型タービン×1基 (31,000馬力) |                                 |                                 |
| 機関         | DG-200ディーゼル発電機×2基        |                                 |                                 |
| 機関         | OK-2型タービン発電機×2基          |                                 |                                 |
| 機関         | PG-137電動機×2基 (550馬力)        |                                 |                                 |
| 機関         | スクリュープロペラ×1軸            |                                 |                                 |
| 電池         | 426-II型×112基2群                 | 426-II型×112基2群               | 426-II型×112基2群               |
| 水上速力     | 14ノット                          | 11ノット                        | 10.8ノット                      |
| 水中速力     | 33.5ノット                        | 31ノット                        | 29.5ノット                      |
| 安全潜航深度 | 320 m                             | 320 m                           | 400 m                           |
| 最大潜航深度 | 400 m                             | 400 m                           | 600 m                           |
| 乗員         | 94名                              | 98名                            | 99名                            |
| 兵装         | 533mm魚雷発射管×6門 (魚雷×18本)   | 533mm魚雷発射管×4門 (魚雷×18本) | 533mm魚雷発射管×4門 (魚雷×18本) |
| 兵装         | 533mm魚雷発射管×6門 (魚雷×18本)   | 650mm魚雷発射管×2門 (魚雷×6本)  |                                 |
| TFCS         | ラドガ型                          | ラドガ型                        | オムニブス型                    |
| ソナー       | MGK-300 探信儀                    | MGK-300 探信儀                  | スカットKS 探信儀               |

## 同型艦

### 一覧表
| 設計   | 艦番号        | 建造番号 | 造船所 | 起工            | 進水            | 竣工                             | 所属                             | 除籍                             |
| ------ | ------------- | -------- | ------ | --------------- | --------------- | -------------------------------- | -------------------------------- | -------------------------------- |
| 671    | K-38          | 600      | 196    | 1963年 4月12日  | 1966年 7月28日  | 1967年 11月5日                   | 北方                             | 1991年 6月24日                   |
| 671    | K-53 (B-53)   | 603      | 196    | 1964年 12月16日 | 1969年 3月17日  | 1969年 9月30日                   | 北方                             | 1993年 6月30日                   |
| 671    | K-69 (K-369)  | 601      | 196    | 1964年 12月16日 | 1967年 12月28日 | 1968年 11月6日                   | 北方                             | 1991年 6月24日                   |
| 671    | K-147 (B-147) | 602      | 196    | 1964年 9月16日  | 1968年 6月17日  | 1968年 12月21日                  | 北方                             | 1997年 9月8日                    |
| 671    | K-306         | 604      | 194    | 1968年 3月20日  | 1969年 6月7日   | 1969年 12月5日                   | 北方                             | 1991年 6月24日                   |
| 671V   | K-314         | 01610    | 194    | 1970年 9月5日   | 1972年 3月28日  | 1972年 11月6日                   | 北方→太平洋                      | 1989年 3月14日                   |
| 671K   | K-323 (B-323) | 605      | 194    | 1968年 7月5日   | 1970年 3月14日  | 1970年 9月23日                   | 北方                             | 1993年 6月30日                   |
| 671    | K-367 (B-367) | 609      | 194    | 1970年 4月14日  | 1971年 7月2日   | 1971年 12月5日                   | 北方                             | 1994年 7月5日                    |
| 671    | K-370 (B-370) | 606      | 194    | 1969年 4月19日  | 1970年 6月26日  | 1970年 12月5日                   | 北方                             | 1993年 6月30日                   |
| 671    | K-398 (B-398) | 01611    | 194    | 1971年 4月22日  | 1972年 8月2日   | 1972年 12月15日                  | 北方                             | 1995年 8月4日                    |
| 671    | K-438 (B-438) | 608      | 194    | 1969年 6月13日  | 1971年 3月23日  | 1971年 9月15日                   | 北方                             | 1995年 8月4日                    |
| 671V   | K-454 (B-454) | 01612    | 194    | 1971年 7月24日  | 1973年 5月5日   | 1973年 10月30日                  | 北方→太平洋                      | 1994年 7月5日                    |
| 671    | K-462 (B-462) | 01613    | 194    | 1972年 7月3日   | 1973年 9月1日   | 1973年 12月30日                  | 北方                             | 1993年 6月30日                   |
| 671V   | K-469 (B-469) | 01614    | 194    | 1973年 9月5日   | 1974年 6月10日  | 1974年 9月30日                   | 太平洋                           | 1993年 6月30日                   |
| 671    | K-481 (B-481) | 01615a   | 194    | 1973年 9月27日  | 1974年 9月9日   | 1974年 12月27日                  | 北方                             | 1992年 7月3日                    |
| 671RT  | K-371 (B-371) | 802      | 112    | 1973年 2月27日  | 1974年 7月30日  | 1974年 9月30日                   | 北方                             | 1996年 7月31日                   |
| 671RT  | K-387 (B-387) | 801      | 112    | 1971年 4月2日   | 1972年 9月2日   | 1972年 12月30日                  | 北方                             | 1995年 8月4日                    |
| 671RT  | K-448 (B-448) | 804      | 112    | 1976年 12月15日 | 1977年 10月8日  | 1978年 9月29日                   | 北方                             | 1993年 6月30日                   |
| 671RT  | K-467 (B-467) | 803      | 112    | 1974年 11月19日 | 1976年 5月7日   | 1976年 11月30日                  | 北方                             | 1997年 9月8日                    |
| 671RT  | K-495 (B-495) | 01621    | 194    | 1974年 9月28日  | 1975年 8月26日  | 1975年 12月31日                  | 北方                             | 1993年 6月30日                   |
| 671RT  | K-505         | 805      | 112    | 1975年 2月      | 1975年 6月11日  | 671RTM型の建造開始に伴い建造中止 | 671RTM型の建造開始に伴い建造中止 | 671RTM型の建造開始に伴い建造中止 |
| 671RT  | K-513 (B-513) | 01625    | 194    | 1975年 7月22日  | 1976年 8月21日  | 1976年 12月27日                  | 北方                             | 1993年 6月30日                   |
| 671RT  | K-517 (B-517) | 01627    | 194    | 1977年 3月23日  | 1978年 8月24日  | 1978年 12月31日                  | 北方                             | 1993年 6月30日                   |
| 671RTM | K-138 (B-138) | 01659    | 194    | 1988年 12月7日  | 1989年 8月5日   | 1990年 12月30日                  | 北方                             | 就役中                           |
| 671RTM | K-218 (B-218) | 301      | 199    | 1981年 11月7日  | 1982年 7月24日  | 1983年 12月28日                  | 北方                             | 1998年 5月30日                   |
| 671RTM | K-242 (B-242) | 302      | 199    | 1982年 6月12日  | 1983年 4月29日  | 1983年 10月25日                  | 太平洋                           | 1998年 5月30日                   |
| 671RTM | K-244 (B-244) | 01652    | 194    | 1984年 12月25日 | 1985年 7月9日   | 1985年 12月25日                  | 北方                             | 1998年 5月30日                   |
| 671RTM | K-247 (B-247) | 271      | 199    | 1977年 7月15日  | 1978年 8月13日  | 1978年 12月30日                  | 太平洋                           | 1996年 7月31日                   |
| 671RTM | K-251 (B-251) | 295      | 199    | 1979年 7月29日  | 1980年 5月3日   | 1980年 9月30日                   | 太平洋                           | 1998年 5月30日                   |
| 671RTM | K-254 (B-254) | 01638    | 194    | 1977年 9月24日  | 1979年 9月6日   | 1979年 12月30日                  | 北方                             | 1998年 5月30日                   |
| 671RTM | K-255 (B-255) | 296      | 199    | 1979年 11月7日  | 1980年 7月20日  | 1980年 12月2日                   | 太平洋→北方                      | 1998年                           |
| 671RTM | K-264 (B-264) | 333      | 199    | 1983年 7月29日  | 1984年 6月8日   | 1984年 10月26日                  | 太平洋                           | 2003年                           |
| 671RTM | K-292 (B-292) | 01655    | 194    | 1986年 4月15日  | 1987年 4月29日  | 1987年 11月27日                  | 北方                             | 2005年                           |
| 671RTM | K-298 (B-298) | 01645    | 194    | 1981年 2月25日  | 1982年 7月14日  | 1982年 12月27日                  | 北方                             | 1998年 5月30日                   |
| 671RTM | K-299 (B-299) | 01649    | 194    | 1983年 12月20日 | 1984年 6月29日  | 1984年 12月22日                  | 北方                             | 2000年                           |
| 671RTM | K-305 (B-305) | 308      | 199    | 1980年 7月27日  | 1981年 5月17日  | 1981年 9月30日                   | 太平洋                           | 1998年 5月30日                   |
| 671RTM | K-315         | 334      | 199    | 1982年 1月      | 1983年 1月19日  | 971型の建造開始に伴い建造中止    | 971型の建造開始に伴い建造中止    | 971型の建造開始に伴い建造中止    |
| 671RTM | K-324 (B-324) | 297      | 199    | 1980年 2月23日  | 1980年 9月7日   | 1980年 12月30日                  | 太平洋→北方                      | 2000年                           |
| 671RTM | K-355 (B-355) | 299      | 199    | 1980年 12月31日 | 1981年 8月8日   | 1981年 12月29日                  | 太平洋                           | 1998年 5月30日                   |
| 671RTM | K-358 (B-358) | 016447   | 194    | 1982年 7月23日  | 1983年 7月15日  | 1983年 12月29日                  | 北方                             | 1998年 5月30日                   |
| 671RTM | K-360 (B-360) | 299      | 199    | 1981年 5月9日   | 1982年 4月27日  | 1982年 9月29日                   | 太平洋                           | 1998年 5月30日                   |
| 671RTM | K-388 (B-388) | 01657    | 194    | 1987年 5月8日   | 1988年 6月3日   | 1988年 11月30日                  | 北方                             | 2013年                           |
| 671RTM | K-412 (B-412) | 304      | 199    | 1978年 10月29日 | 1979年 9月6日   | 1979年 12月30日                  | 太平洋                           | 1996年 7月31日                   |
| 671RTM | K-414 (B-414) | 01657    | 194    | 1989年 12月1日  | 1990年 8月31日  | 1990年 12月30日                  | 北方                             | 2019年                           |
| 671RTM | K-448 (B-448) | 01657    | 194    | 1991年 1月31日  | 1991年 10月17日 | 1992年 9月24日                   | 北方                             | 就役中                           |
| 671RTM | K-492 (B-492) | 303      | 199    | 1978年 2月23日  | 1979年 6月28日  | 1979年 12月30日                  | 太平洋                           | 1996年 7月31日                   |
| 671RTM | K-502 (B-502) | 641      | 194    | 1979年 7月23日  | 1980年 8月17日  | 1980年 12月31日                  | 北方                             | 2000年                           |
| 671RTM | K-507 (B-507) | 282      | 199    | 1977年 11月2日  | 1978年 10月1日  | 1979年 11月30日                  | 太平洋                           | 1998年 5月30日                   |
| 671RTM | K-524 (B-524) | 636      | 194    | 1976年 5月7日   | 1977年 7月31日  | 1977年 12月28日                  | 北方                             | 2002年                           |
| 671RTM | K-527 (B-527) | 01643    | 194    | 1978年 9月28日  | 1981年 7月24日  | 1981年 12月30日                  | 北方                             | 1999年                           |

このうち671RTM型はレニングラードの第194造船所とコムソモリスク・ナ・アムーレの第199造船所で分担して建造されたが、第194造船所は設計局と同都市に所在し、原潜建造の経験も豊富であったのに対し、第199造船所は技術レベルが低く、溶接や組立作業は改善の余地が多かったとされる。

### 運用史
671型は、1965年から1966年にかけて行われた1番艦（K-38）の試験では多くの初期不良に見舞われたものの、これが克服されて以降は信頼性は高く、671型の平均就役期間21.8年のうち修理期間は2.2年に過ぎず、作戦期間は14.8年であった。また671RT型では、1隻あたり3組のクルーを配する（第1・2乗員のほか、基地で修理・点検などを担当する技術乗員）という措置を講じたこともあって、年平均稼働期間は8～10ヶ月に達した。
本型は、巡航ミサイル原潜（SSGN）とともに米海軍のSSBNおよび空母機動部隊を阻止するために大西洋や地中海で活動し、米海軍の対潜ラインを突破することも多かった。1979年に米ソの緊張が高まった際には、ペルシャ湾にK-38とK-481が派遣され、常に米機動部隊を魚雷の射程に捉えていたのに対し、米海軍による両艦の捕捉は断続的なものにとどまった。
またソ連海軍では、もともと第二次世界大戦中にドイツ海軍が採用していた群狼作戦の研究を進めており、本型で量と質を兼ね備えたSSN戦力の整備が実現したことから、群狼作戦を冷戦時代にあわせて改良した攻撃原潜群戦法を実用に移した。1985年に北方艦隊が行なった大規模演習「アポルト」では、671型1隻、671RT型1隻、671RTM型3隻が参加しており、K-147はベンジャミン・フランクリン級SSBN「シモン・ボリバル」を6日間にわたり追跡、K-324も28時間に渡って米SSBNを追跡するなど多くの成果を挙げたが、米海軍はやっと帰投中の1隻を発見するにとどまった。また1987年の「アトリナ」演習では671RTM型5隻が攻撃原潜群戦法を展開し、ロフォーテン諸島付近で米海軍の捕捉を振り切ってアメリカ沿岸に接近した。これに対し、NATO側は通常の哨戒部隊に加えて、アメリカ海軍の空母機動部隊2個とイギリス海軍の空母「インヴィンシブル」機動部隊、米攻撃原潜6隻、哨戒機3群、更にSURTASS搭載の音響測定艦3隻を投入して対応に追われたが、目標がSSNであることも把握できず、レーガン大統領に対して、多数のソ連SSBNがアメリカ沿岸で行動中との報告を上げる状況であった。ただしこのように活発に活動していたこともあって事故も多く、機関トラブルのほかにも他艦との衝突事故も多く記録されている。
しかし冷戦の終結とソビエト連邦の崩壊、これに続くロシア連邦の財政難を受けて、本型の稼働率は急激に低下した。この結果、多くの艦が就役可能期間を残しつつ退役し、また現役に残った艦も埠頭に繋がれることになった。現在、在籍しているのは北方艦隊所属の3隻のみとなっており、ザーパドナヤ・リッツァ基地のマラーヤ・ロパツカ埠頭及びアラ湾のヴィジャエヴォ基地を母港としている。除籍された艦のうちセヴェロドヴィンスク市のズヴェズドーチカ工廠(原潜修理工廠、第402造船所セヴマシュ・プレドプリャーチェとは別)では、少なくとも3隻が解体され、極東方面のボリショイ・カーメニ市にあるズヴェズダ造船所(原潜修理工廠)でも、日本の援助により1隻が解体された。
なお2004年、予算不足で修理費用が無く解役されようとしていた本型のB-292が、ペルミ市に修理費用を援助してもらい、代わりに「ピェールミ」(ペルミ)の名を付けて現役に留まるという出来事があった。この他、本型には「ダニール・モスコーフスキイ」（中世のモスクワ大公ダニール・アレクサンドロヴィチ）「ポリャールニイ・ゾーリ」「ソスノヴイ・ボール」「タンボーフ」(タンボフ)という個艦名が付けられている。2006年9月7日、「ダニール・モスコーフスキイ」で火災事故が発生し、乗員2名が死亡した。原因は、定期修理が延期された為による故障と見られている。